# Protea neriifolia
Protea neriifolia är en tvåhjärtbladig växtart som beskrevs av Robert Brown. Protea neriifolia ingår i släktet Protea och familjen Proteaceae. Inga underarter finns listade i Catalogue of Life.